# 10823 Sakaguchi
10823 Sakaguchi eller 1993 SM1 är en asteroid i huvudbältet som upptäcktes den 16 september 1993 av de båda japanska astronomerna Kazuro Watanabe och Kin Endate vid Kitami-observatoriet. Den är uppkallad efter amatörastronomen Naoto Sakaguchi.
Asteroiden har en diameter på ungefär 3 kilometer.